# Rattus everetti
Rattus everetti là một loài động vật có vú trong họ Chuột, bộ Gặm nhấm. Loài này được Günther mô tả năm 1879.